# Chiesa di Sant'Antonio Abate (Messina)
La chiesa di Sant'Antonio Abate è un luogo di culto di Messina ubicato in via Cavour, angolo via Romagnosi. Appartenente all'arcidiocesi di Messina-Lipari-Santa Lucia del Mela, vicariato di Messina Centro sotto il patrocinio della Madonna della Lettera, arcipretura di Messina, parrocchia di Sant'Antonio Abate.

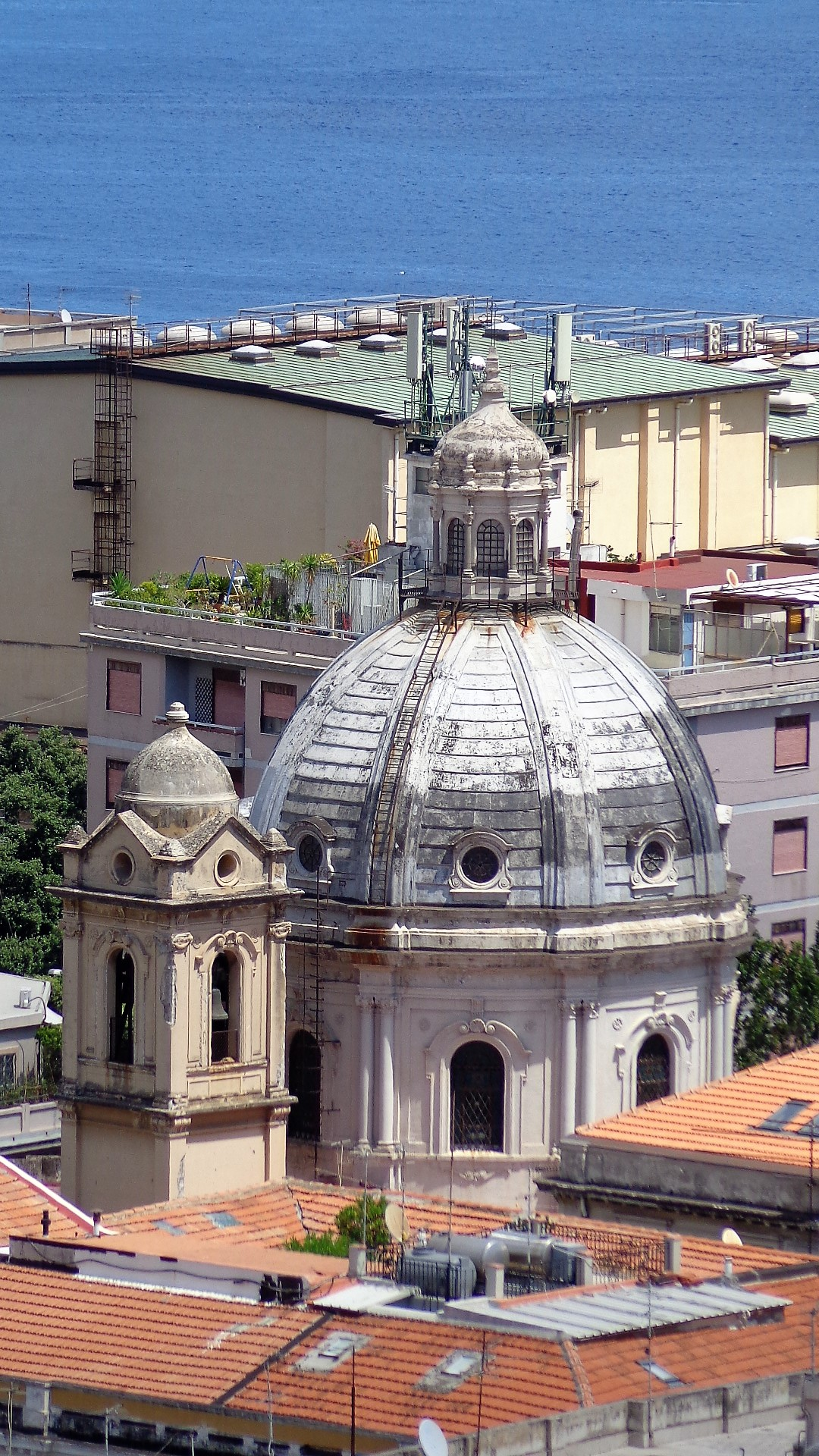
Veduta dal Sacrario di Cristo Re.

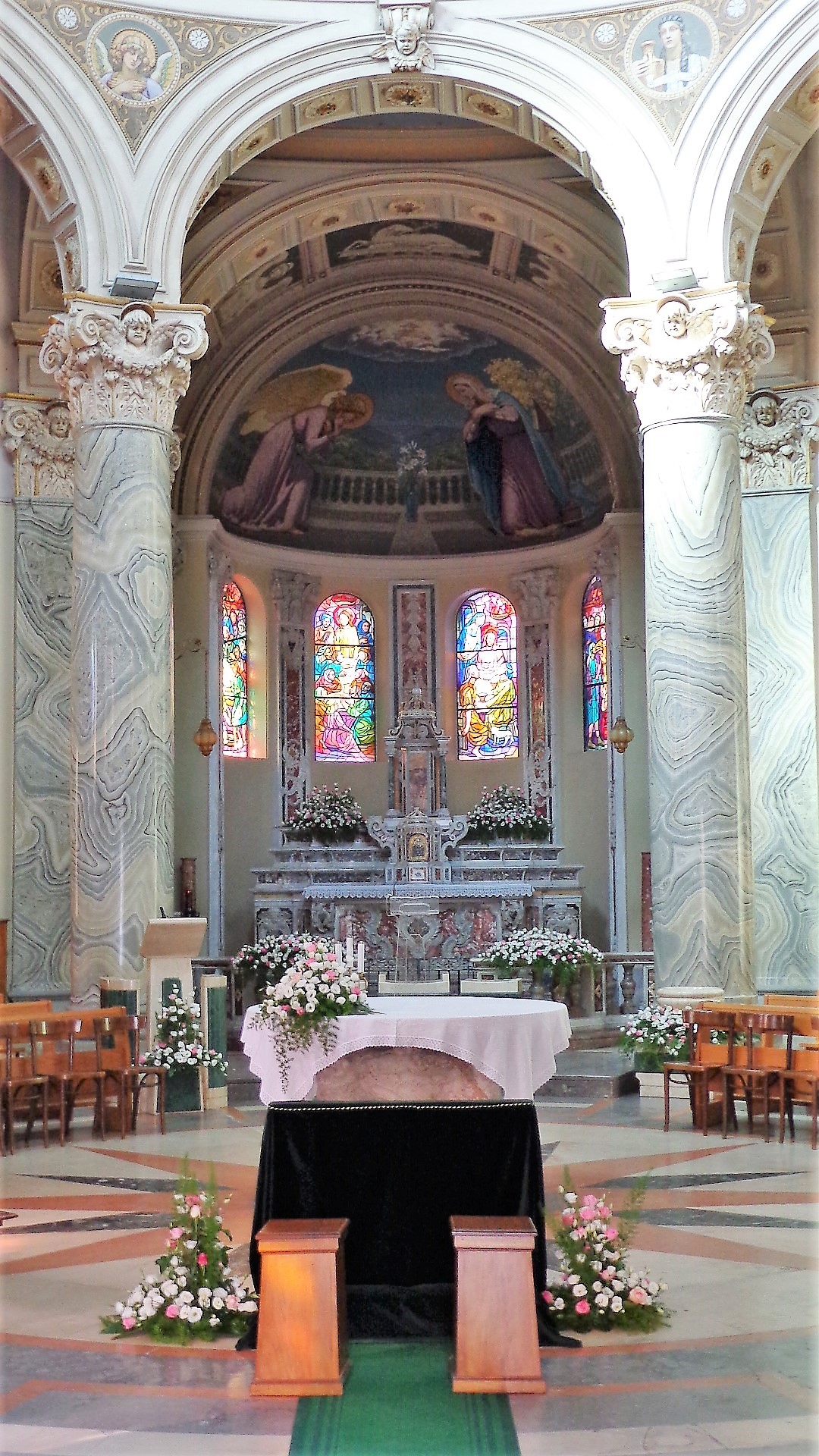
Aula e altare maggiore.

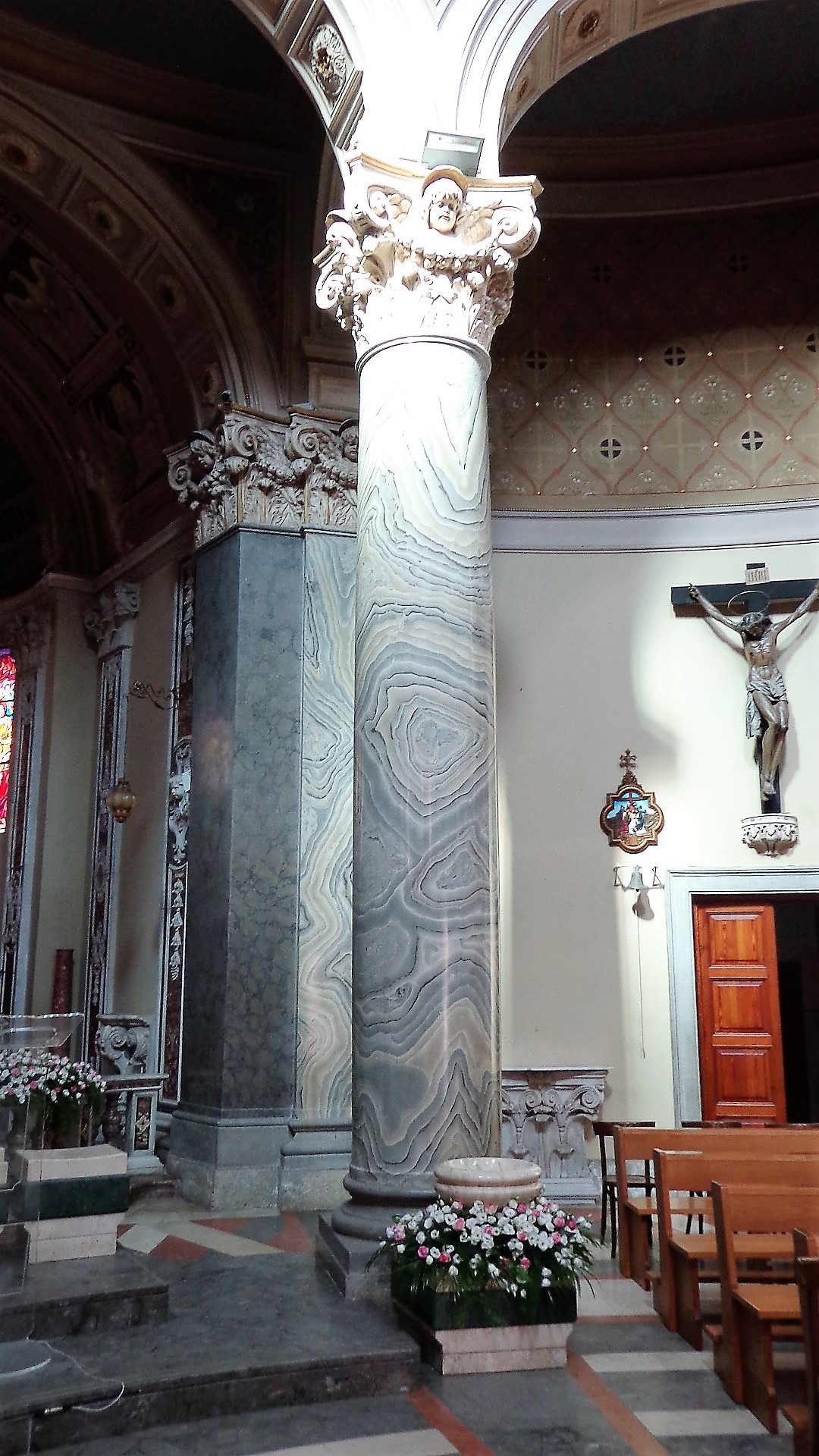
Colonna.

## Storia

### Epoca tra il XV e il XIX secolo
La chiesa parrocchiale di Sant'Antonio Abate era ubicata presso la Porta di Giano, con competenza sul territorio di due borghi popolosi quello della Zaera e quello di Porta delle Legna.
Sull'area insisteva l'Ospedale di Santa Maria di Roga Deo in seguito trasferito presso la chiesa di Ognissanti all'Albergaria.
- XVII secolo, Sant'Antonio Abate, dipinto di Giovanni Simone Comandè.[2][3]
- XVII secolo, Natività, dipinto collocato sull'altare maggiore opera di Giuseppe Porcelli.[2]
- XVII secolo, Pie donne ai piedi della Croce, dipinto di Giuseppe Porcelli.[2]

Terremoto della Calabria meridionale del 1783.

Dopo l'evento sismico che distrusse l'edificio il titolo parrocchiale fu trasferito presso la chiesa di Ognissanti sede della Confraternita di Tutti i Santi, tempio che occupava l'area dell'attuale sede stradale di via della Zecca, tra l'isolato 291 e il 306 (Liceo Maurolico).
In seguito fu trasferito presso la vicina chiesa della Addolorata, tempio che sorgeva alle spalle dell'attuale Liceo Maurolico, occupando parte dell'isolato 306 e parte della via 24 Maggio.

### Epoca contemporanea
Terremoto di Messina del 1908.

Dopo il secondo disastroso evento sismico la parrocchia fu portata presso la chiesa di Gesù e Maria del Selciato alle spalle della chiesa di San Paolino, sulla via che ancora oggi porta il nome: via Santa Maria del Selciato.
Per i danni riportati anche questa chiesa fu demolita. Al suo posto fu costruita una chiesa baracca che ospitò la sede della parrocchia sino al 1930.
L'arcivescovo Letterio D'Arrigo Ramondini programmò la riorganizzazione delle parrocchie, tra essa trovò posto quella di Sant'Antonio Abate il cui nuovo insediamento e ricostruzione era previsto nell'area del monastero di Montevergine. Nacquero divergenze e opinioni contrastanti, problematiche definitivamente superate nel 1925, quando l'arcivescovo Angelo Paino scelse l'area della chiesa della Santissima Annunziata dei Teatini.
In riferimento alla titolare della chiesa ospitante, la parrocchia di Sant'Antonio Abate è talora chiamata parrocchia dell'Annunziata, così come prima del terremoto del 1908 era chiamata parrocchia dell'Addolorata.
La costruzione fu affidata all'impresa fratelli Cardillo fu Ignazio, i lavori iniziarono il 10 gennaio 1928 ed terminarono il 1 ottobre 1930. La nuova chiesa dell'Annunziata, nelle sue linee architettoniche di stile neoclassico richiama la basilica di Superga, del messinese Filippo Juvara, progettata dall'ingegnere Francesco Barbaro.
Il nuovo tempio fu benedetto e inaugurato il 14 agosto 1930 da Angelo Paino.

## Esterno
Grande corpo cilindrico con cupola affiancato da campanile sul lato di via Romagnosi. Pronao con colonne ioniche binate, capitelli corinzi, architrave recante l'iscrizione "AVE GRATIA PLENA", e frontone con raggiera e colomba dello Spirito Santo. Il piano di calpestio è raccordato alla sede stradale da monumentale scalinata, recinzione esterna in ferro battuto.
Tamburo con otto finestroni delimitati da colonnine binate, cupola con oculi e nervature piatte.

## Interno
Interno circolare con cupola sorretta da otto colonne in cemento armato, sormontata da lanternino. Pronao e tre cappelle radiali. Negli ambienti sono riassemblati altari d'epoca barocca, provenienti dall'antico edificio. Nelle calotte di ogni cappella sono realizzati affreschi di Salvatore De Pasquale.

### Emiciclo destro
- Cappella: un gruppo marmoreo con la Madonna e Gesù fanciullo del XVII secolo attribuito a Vincenzo Tedeschi.
  - Affreschi: Sposalizio della Vergine nella calotta.
- Varco sacrestia sormontato da Crocifisso del XVIII secolo,

### Emiciclo sinistro
- Cappella della Madonna dei Raggi. Sulla sopraelevazione dell'altare la statua raffigurante la Madonna dei Raggi.
  - Affreschi: Natività nella calotta.

### Altare maggiore
Ambiente con balaustra.
Affreschi: Annunciazione nella calotta, Agnus Dei e i simboli dei quattro evangelisti nella volta.

## Chiesa di Sant'Antonio Abate in San Leo
La chiesa di Sant'Antonio Abate in San Leo sorgeva adiacente alla Porta del Borgo di San Leo.